# Касиопеја (сазвежђе)
Касиопеја (лат. Cassiopeia) је сазвежђе северне хемисфере, једно од 88 савремених и 48 оригиналних Птоломејевих сазвежђа. Препознатљиво је по карактеристичном распореду најсјајнијих звезда у облику слова W.
Са магнитудом 2,2, Алфа Касиопеја, или Шидар, је генерално најсјајнија звезда у Касиопеји, иако је повремено засени променљива Гама Касиопеја, која је достигла магнитуду 1,6. У сазвежђу се налазе неке од најсјајнијих познатих звезда, укључујући жуте хипергиганте Ро Касиопеја и В509 Касиопеја и бели хипергигант 6 Касиопеја. Године 1572, супернова Тихо Брахеа је сјајно букнула у Касиопеји. Касиопеја А је остатак супернове и најсјајнији екстрасоларни радио извор на небу на фреквенцијама изнад 1 GHz. Утврђено је да четрнаест звезданих система има егзопланете, од којих се за једну — HR 8832 — сматра да има седам планета. Кроз Касиопеју пролази богат део Млечног пута, који садржи низ отворених јата, младих блиставих звезда галактичког диска, и маглина. IC 10 је неправилна галаксија која је најближа позната звездородна галаксија и једина у Локалној групи галаксија.

## Карактеристике
Покривајући 598,4 квадратних степени и отуда 1,451% неба, Касиопеја се налази на 25. месту од 88 сазвежђа по површини. Граничи се са Цефејем на северу и западу, Андромедом на југу и западу, Персејем на југоистоку и Жирафом на истоку, а такође дели кратку границу са Гуштером на западу.
Скраћеница од три слова за сазвежђе, коју је усвојила Међународна астрономска унија 1922, је „Cas“. Званичне границе сазвежђа, које је поставио белгијски астроном Ежен Делпорт 1930. године, дефинисане су полигоном од 30 сегмената. У екваторијалном координатном систему, координате ректасцензије ових граница леже између 00h 27m 03s и 23h 41m 06s, док су координате деклинације између 77,69° и 46,68°. Њен положај на северној небеској хемисфери значи да је читаво сазвежђе видљиво посматрачима северно од 12°Ј. Високо на северном небу, оно је циркумполарно (то јест, никада не залази на ноћном небу) посматрачима у Европи, Канади и северним Сједињеним Државама.

## Митологија
По митологији, Касиопеја је била етиопска краљица и жена краља Цефеја која је тврдила да је лепша од Нереида, због чега је осуђена да жртвује своју ћерку Андромеду морском чудовишту. Андромеду је спасио Персеј скаменивши морско чудовиште помоћу главе Медузе. Касиопеју је Посејдон ипак казнио тако што је осуђена да се целе године окреће на небу при чему пола године проводи окренута наглавачке. Све личности овог мита су добиле своје сазвежђе: Касиопеја, Цефеј, Андромеда, Персеј, Пегаз (крилати коњ који је изашао из Медузиног тела након што јој је Персеј одсекао главу) и Кит (морско чудовиште).
Друге културе виде руку или лосове рогове у обрасцу. Међу њима су Лапонци, за које Касиопеја формира рог вапита. Чукчи из Сибира су слично видели пет главних звезда као пет ловаца на јелене.
Људи са Маршалских острва видели су Касиопеју као део велике констелације плискавице. Главне звезде Касиопеје праве њен реп, Андромеда и Троугао формирају њено тело, а Ован чини главу. На Хавајима су Алфа, Бета и Гама Касиопеја су имали имена. Алфа Касиопеја се звала Полоахилани, Бета Касиопеја се звала Полула, а Гама Касиопеја се звала Мулеху. Људи са Пукапуке су видели фигуру Касиопеје као посебну констелацију под називом На Таки-толу-а-Маталики.

## Звезде
формирају звезде бета, алфа, гама, делта и епсилон Касиопеје. Бета Касиопеје (Каф, „палма“) је променљива звезда, жутобели џин магнитуде 2,28. Двоструко је већа од Сунца и 28 пута сјајнија. Алфа Касиопеје (Шедир или Шедар, „груди“) је наранџасти џин 500 пута сјајнији од Сунца, привидне магнитуде 2,25. Гама Касиопеје је еруптивна променљива чији је у максимуму сјаја светлија и од алфе и од бете (магнитуда 2,15). Делта Касиопеје (Ксора или Рухбах, „колено“) је еклипсна променљива чија магнитуда варира између 2,68 и 2,71. Епсилон Касиопеје је плавобели џин 720 пута сјајнији од Сунца, привидне магнитуде 3,38.
Ро и  Касиопеје су међу најлуминознијим звездама Млечног пута. Ета Касиопеје је бинарна звезда чија је примарна компонента жути патуљак налик Сунцу, а секундарна наранџасти патуљак.
Тихоова звезда (SN 1572, B Касиопеје) је супернова из 1572. године чију је појаву документовао дански астроном Тихо Брахе. У Касиопеји се налази још један остатак супернове — Касиопеја А — најснажнији екстрасоларни радио-извор (посматрано са Земље).

### Облик са Алфе Кентаура
Посматрано са Алфе Кентаура, најближе звезде Сунчевом систему, Сунце би било део сазвежђа Касиопеје, и видело би се као звезда привидне магнитуде 0,5 у продужетку W облика (који више не би био W већ цик-цак).

## Објекти дубоког неба
У Касиопеји се налазе два Месјеова објекта отворена јата М52 и М103. М52 је видљив већ помоћу двогледа, а кроз телескоп се види као богато јато V облика. М103 је последњи објекат који је Шарл Месје уврстио у свој каталог. Садржи између 40 и 50 звезда и налази се на око 8000 светлосних година од Земље.
Касиопеја садржи и неправилну галаксију IC 10 откривену 1887. Ова галаксија се налази у близини равни Млечног пута тако да је заклања међузвездана материја. У IC 10 се звезде формирају највећим ритмом у Локалној групи